# Simfonia núm. 4 (Ives)
La Simfonia núm. 4, S. 4 (K. 1A4) de Charles Ives va ser escrita entre 1910 i mitjans dels anys 1920 (el segon moviment "Comedy" va ser l'últim que es va compondre, molt probablement el 1924). La simfonia destaca per la seva complexitat de múltiples capes i per la seva gran i variada orquestració i normalment requereix dos directors en l'actuació. Combinant elements i tècniques de l'obra compositiva anterior d'Ives, aquesta ha estat anomenada "una de les seves obres més definitives"; El biògraf d'Ives, Jan Swafford, l'ha anomenada "l'obra mestra en el clímax d'Ives".

## Estructura
La simfonia consta de quatre moviments:
1. Prelude: Maestoso
2. Comedy: Allegretto
3. Fugue: Andante moderato con moto
4. Finale: Very slowly – Largo maestoso

Tot i que la simfonia requereix una gran orquestra, la durada és de només mitja hora aproximadament.

### I. Prelude: Maestoso
Aquest moviment i el segon moviment van ser interpretats per primera vegada a The Town Hall de Nova York, el 29 de gener de 1927, per 50 membres de l'⁣Orquestra Filharmònica de Nova York al Pro Musica International Referendum Concert dirigit per Eugene Goossens. Tot i que 50 músics són suficients en el primer moviment, com si fos una partitura de cambra, el segon moviment en realitat requereix gairebé el doble de músics, però aquesta va ser l'única experiència d'Ives d'escoltar qualsevol part de la Simfonia en directe. En contrast amb les altres obres d'Ives per a gran orquestra, que comencen en estats d'ànim tranquils i meditatius, el primer moviment Prelude comença amb una línia de baix fort, maestoso i fortíssimo, seguida immediatament d'una fanfàrria de trompeta. Segueix un passatge tranquil. El moviment acaba amb el cor cantant l'himne de l'Epifania de John Bowring Watchman, Tell Us of the Night. A diferència de l'inici agosarat, el moviment s'apaga, quadruple-pianissimo, al final.

### II. Comedy: Allegretto
Ives basa aquest moviment en la història de Hawthorne "The Celestial Railroad", basda al seu torn en el Pilgrim's Progress de John Bunyan. És una expansió orquestral —no només una simple orquestració— del solo de piano d'Ives The Celestial Railroad (ca. 1924). Com a tal, el moviment "Comedy" és una composició de la dècada de 1920, i pot representar un dels últims esforços orquestrals d'Ives. És el seu assaig més extrem en material temàtic superposat, que també es troba a la seva Simfonia de les vacances, però és més complex en el seu ús de la multimètrica i les dissincronies temporals, i és composicionalment la seva obra orquestral més complexa. Les cançons citades inclouen In the Sweet By-and-By, Beulah Land, Marching Through Georgia, Ye Christian Heralds, Jesus, Lover of my Soul i Nearer, My God, to Thee. La complexitat mètrica i temporal disjuntiva d'aquest moviment requereix almenys un director addicional. La música arriba a diversos clímaxs desenfrenats abans de desaparèixer.

### III. Fugue: Andante moderato con moto
Un arranjament d'aquest moviment del futur compositor de cinema Bernard Herrmann (notable per les seves partitures a les pel·lícules d'⁣Alfred Hitchcock) es va representar a Nova York el 10 de maig de 1933, però la versió d'Ives no es va interpretar fins a l'estrena integral de tota la simfonia el 1965. És una expansió orquestral suau (comparada amb l'expansió extrema del moviment de la Comedy a partir de la seva font solista de piano) d'un exercici de fuga d'estudiants que Ives va compondre durant els seus anys a la Universitat Yale⁣; en la seva forma orquestral, acaba amb una breu cita de Joy to the World. Segons Elliott Carter, el moviment "és al voltant del setanta-cinc per cent el mateix que el primer moviment del primer quartet de corda [d'Ives]" i "té unes quantes longituds de compassos irregulars, poliritmes i dissonàncies afegides especialment al clímax expandit prop del final." Ives el va anomenar "una expressió de la reacció de la vida al formalisme i al ritualisme". Paradoxalment, per la seva juxtaposició amb els altres tres moviments harmònicament, tonalment i rítmicament complexos, el biògraf d'Ives Jan Swafford anomena aquest moviment exteriorment més simple i conservador "en certa manera el moviment més revolucionari de tots".

### IV. Finale: Very slowly – Largo maestoso
La simfonia acaba amb el que Ives va anomenar "una apoteosi del contingut anterior, en termes que tenen a veure amb la realitat de l'existència i la seva experiència religiosa". Utilitza un conjunt de percussió independent que toca en un tempo diferent de l'orquestra principal; la relació temporal entre els dos grups canvia al llarg del moviment d'una manera estretament controlada i exacta, que és un dels molts reptes als quals s'enfronten directors i intèrprets. La primera interpretació de la Final a la simfònica va formar part de l'estrena integral de la simfonia el 26 d'abril de 1965 per l'⁣American Symphony Orchestra sota la direcció de Leopold Stokowski, uns 11 anys després de la mort d'Ives. A les seves Memos, Ives va escriure que el moviment "em sembla el millor, comparat amb els altres moviments, o per això amb qualsevol altra cosa que hagi fet".

## Composició
A la nota del programa d'⁣Henry Bellamann a l'estrena de 1927 del primer i segon moviment de la simfonia (una nota del programa que sembla ser escrita per Ives, ja que el seu to de veu i l'ús del llenguatge són evidents a tot arreu), el programa de la simfonia es descriu així:
| « | El programa estètic de l'obra és el de moltes de les obres mestres literàries i musicals més grans del món: les preguntes de recerca de què? i per què? que l'esperit de l'home demana a la vida. Aquest és especialment el sentit del preludi. Els ... moviments successius són les diverses respostes a les quals respon l'existència. | » |

A les seves Memos, Ives cita erròniament la nota del programa de Bellamann atribuint-li la famosa descripció de la Finale (per tant, proporciona una prova més que havia subministrat un text descriptiu a Bellamann per a la nota, amb Bellamann deixant de banda la descripció del Finale a causa de la seva absència a l'actuació de 1927): "L'últim moviment és una apoteosi del contingut anterior, en termes que tenen alguna cosa a veure amb la realitat de l'existència i la seva experiència religiosa".
La simfonia es distingeix pel seu ús de la polirítmia (és a dir, l'ús simultani de diferents mètriques) així com les disincronies temporals (és a dir, l'ús simultani de diferents tempos). Per exemple, en el segon moviment hi ha un passatge (famosament anomenada "Secció del col·lapse") en què l'orquestra es divideix en dos grups, un tocant en un lent 3/2, l'altre en 4/4. Inicialment, els dos grups estan sincronitzats (amb un compàs de 3/2 igual a una mesura de 4/4, però després el grup en 4/4 accelera per sobre del grup 3/2 i s'ensorra, després esperant el 3/2 per posar-los al dia, moment en què l'orquestra es resincronitza com a unitat única. Aquest és només un dels molts efectes temporals extremadament nous d'aquesta obra.
El quart moviment es distingeix per un pla rítmic en el qual hi ha una divisió entre l'orquestra principal i un grup separat de percussió; els dos grups juguen en proporcions temporals precises entre si, i obtenir les proporcions temporals entre els dos grups és un dels principals reptes de fer el moviment. També nou a la simfonia és l'ús de quarts de to, escoltats tant a les cordes com a un piano dedicat a quarts de to que assumeix 24 notes per octava. En el segon moviment, el piano de quarts de to fa un patró de filigrana en quarts de to i regulars per acompanyar un violí solista que entona l'himne Beulah Land. (Ives aquí estava anticipant un teclat de doble manual, amb un manual amb un to normal i l'altre un quart de to més alt).

## Instrumentació
La simfonia està gravada per a una orquestra molt gran:
| Conjunt de cor llunyà, fora de l'escenari arpa 5 violins vents de fusta piccolo 3 flautes 2 oboès 3 clarinets en si bemoll (el primer clarinet opcionalment toca La en el primer moviment) 3 saxo tenor en si bemoll i saxo baríton en mi bemoll (un o dos intèrprets), opcionalment substituït per un tercer fagot 2 fagots metall 4 trompes en fa 6 trompetes en do (5è doblant amb corneta en do) 4 trombons tuba | Percussió (de 8 a 10 músics) xilòfon (opcional) 2 campanes, alta i baixa timbales triangle Tambor indi piccolo timpano caixa bombo plats 2 tam-tams, lleugers i pesats B.U. Ensemble (separat espacialment de l'orquestra principal): tambor tambor indi bombo plats tam-tam | cor SATB Teclats celesta orque d'èter (opcional) piano Quart de to piano orquestral (4 mans) piano sol orgue Cordes violins I, de 12 a 18 músics violins II, de 12 a 16 músics violes, de 12 a 14 músics violoncels, de 10 a 12 músics contrabaixos, de 8 a 10 músics cordes "extra", dins o fora de l'escenari: violins, 2 músics viola, 1 músic |

El cor mixt interpreta una configuració de l'⁣himne Watchman en el primer moviment i una entonació sense paraules de l'himne Bethany en l'últim moviment.
El primer i l'últim moviment utilitzen un conjunt separat espacialment de 5 violins i arpa. L'últim moviment empra un grup de percussió separat espacialment.
La mida de l'orquestra és tan gran que cal 131 músics a l'orquestra, en el seu màxim, i dos cors addicionals.

## Història i recepció
La simfonia no va tenir una actuació completa fins que Leopold Stokowski la va dirigir amb l'⁣American Symphony Orchestra al Carnegie Hall el 26 d'abril de 1965, 11 anys després de la mort d'Ives.
Aviat va ser gravat per les mateixes forces per primera vegada per al segell Columbia.
La partitura de la funció de 1965, publicada per G. Schirmer (AMP), ha estat suplantada per una nova edició crítica de la Charles Ives Society, 2011 (ed. per William Brooks, James Sinclair, Kenneth Singleton, Wayne Shirley i Thomas M. Brodhead), que presenta la música en l'estat en gran part impossible d'interpretar però compositivament intrigant en què Ives la va deixar als seus manuscrits, i després una necessària partitura d'execució (editada per Thomas M. Brodhead), que es va estrenar al Festival de Lucerna, el 26 d'agost de 2012, sota la batuta del director d'orquestra Peter Eötvös.